# Veľký vrch (Niżne Tatry)
Veľký vrch (1147 m) – szczyt w lewych zboczach Bocianskiej doliny w Niżnych Tatrach na Słowacji.
Wznosi się u wylotu Bocianskiej doliny. Pomiędzy korytem rzeki Boca a podnóżami szczytu biegnie droga krajowa nr 72. Stoki północne opadają na płaską, pokrytą polami uprawnymi Kotlinę Liptowską w miejscowości Liptovská Porúbka. Południowo-zachodni grzbiet łączy się ze szczytem Capkovo, w kierunku południowo-wschodnim sąsiaduje ze szczytem Urdanová.
Veľký vrch zbudowany jest ze skał wapiennych. Jest całkowicie porośnięty lasem. Przez jego szczyt biegnie granica Parku Narodowego Niżne Tatry – należą do niego południowo-zachodnie stoki, stoki północno-wschodnie znajdują się poza granicami tego parku i są użytkowane gospodarczo (wyrąb drzew).